# Movistar Team/Saison 2012
Dieser Artikel listet Erfolge und Fahrer des Movistar Teams in der Saison 2012 auf.

## Erfolge in der UCI WorldTour
In den Rennen der Saison 2012 der UCI WorldTour gelangen die nachstehenden Erfolge.
| Datum       | Rennen                                  | Sieger                 |
| ----------- | --------------------------------------- | ---------------------- |
| 21. Januar  | 5. Etappe Tour Down Under               | Alejandro Valverde     |
| 6. März     | 3. Etappe Paris–Nizza                   | Alejandro Valverde     |
| 2. April    | 1. Etappe Vuelta ciclista al País Vasco | José Joaquín Rojas     |
| 14. Mai     | 9. Etappe Giro d’Italia                 | Francisco José Ventoso |
| 19. Mai     | 14. Etappe Giro d’Italia                | Andrey Amador          |
| 9. Juni     | 6. Etappe Critérium du Dauphiné         | Nairo Quintana         |
| 10. Juni    | 2. Etappe Tour de Suisse                | Rui Costa              |
| 9.–17. Juni | Gesamtwertung Tour de Suisse            | Rui Costa              |
| 19. Juli    | 17. Etappe Tour de France               | Alejandro Valverde     |
| 18. August  | 1. Etappe Vuelta a España               | Mannschaftszeitfahren  |
| 20. August  | 3. Etappe Vuelta a España               | Alejandro Valverde     |
| 25. August  | 8. Etappe Vuelta a España               | Alejandro Valverde     |

## Erfolge in der UCI Europe Tour
In den Rennen der Saison 2012 der UCI Europe Tour gelangen die nachstehenden Erfolge.
| Datum           | Rennen                                          | Kat. | Sieger                 |
| --------------- | ----------------------------------------------- | ---- | ---------------------- |
| 21. Februar     | 2. Etappe Ruta del Sol                          | 2.1  | Alejandro Valverde     |
| 19.–23. Februar | Gesamtwertung Ruta del Sol                      | 2.1  | Alejandro Valverde     |
| 3. März         | 1. Etappe Vuelta a Murcia                       | 2.1  | Nairo Quintana         |
| 3.–4. März      | Gesamtwertung Vuelta a Murcia                   | 2.1  | Nairo Quintana         |
| 5. April        | 4. Etappe Circuit Cycliste Sarthe               | 2.1  | Francisco José Ventoso |
| 8. April        | Klasika Primavera                               | 1.1  | Giovanni Visconti      |
| 13.–15. April   | Gesamtwertung Vuelta a Castilla y León          | 2.1  | Javier Moreno          |
| 28. April       | 2a. Etappe Vuelta a Asturias                    | 2.1  | Jesús Herrada          |
| 27.–29. April   | Gesamtwertung Vuelta a Asturias                 | 2.1  | Beñat Intxausti        |
| 5. Mai          | 1. Etappe Vuelta a la Comunidad de Madrid (EZF) | 2.1  | Jónathan Castroviejo   |
| 16. Juni        | 3. Etappe Route du Sud                          | 2.1  | Nairo Quintana         |
| 14.–17. Juni    | Gesamtwertung Route du Sud                      | 2.1  | Nairo Quintana         |
| 22. Juni        | Belarussische Meisterschaft – Einzelzeitfahren  | CN   | Branislau Samojlau     |
| 24. Juni        | Spanische Meisterschaft – Straßenrennen         | CN   | Francisco José Ventoso |
| 31. Juli        | Circuito de Getxo                               | 1.1  | Giovanni Visconti      |
| 24. August      | 5. Etappe Tour du Poitou Charentes              | 2.1  | Francisco José Ventoso |
| 6. Oktober      | Giro dell’Emilia                                | 1.HC | Nairo Quintana         |

## Abgänge – Zugänge
| Zugänge              | Team 2011                           | Abgänge             | Team 2012                 |
| -------------------- | ----------------------------------- | ------------------- | ------------------------- |
| Jónathan Castroviejo | Euskaltel-Euskadi                   | Luis Pasamontes     | Movistar Continental Team |
| Wladimir Karpez      | Katusha Team                        | Carlos Oyarzun      | Triciclo-USM              |
| José Herrada         | Caja Rural                          | José Vicente García | Karriereende              |
| Javier Moreno        | Caja Rural                          | Francisco Pérez     | Karriereende              |
| Nairo Quintana       | Colombia es Pasión-Café de Colombia | Mauricio Soler      | Karriereende              |
| Giovanni Visconti    | Farnese Vini-Neri Sottoli           |                     |                           |
| Juan José Cobo       | Geox-TMC                            |                     |                           |
| Alejandro Valverde   | Dopingsperre                        |                     |                           |

## Mannschaft
| Name                   | Geburtstag         | Nationalität |              |
| ---------------------- | ------------------ | ------------ | ------------ |
| Andrey Amador          | 29. August 1986    | Costa Rica   |              |
| David Arroyo           | 7. Januar 1980     | Spanien      |              |
| Marzio Bruseghin       | 15. Juni 1974      | Italien      |              |
| Jónathan Castroviejo   | 27. April 1987     | Spanien      |              |
| Juan José Cobo         | 11. Februar 1981   | Spanien      |              |
| Rui Costa              | 5. Oktober 1986    | Portugal     |              |
| Imanol Erviti          | 15. November 1983  | Spanien      |              |
| José Iván Gutiérrez    | 27. November 1978  | Spanien      |              |
| Jesús Herrada          | 26. Juli 1990      | Spanien      |              |
| José Herrada           | 1. Oktober 1985    | Spanien      |              |
| Beñat Intxausti        | 20. März 1986      | Spanien      |              |
| Javier Iriarte         | 11. November 1986  | Spanien      |              |
| Wladimir Karpez        | 20. September 1980 | Russland     |              |
| Wassil Kiryjenka       | 28. Juni 1981      | Belarus      |              |
| Ignatas Konovalovas    | 8. Dezember 1985   | Litauen      |              |
| Pablo Lastras          | 20. Januar 1976    | Spanien      |              |
| David López            | 13. Mai 1981       | Spanien      |              |
| Ángel Madrazo          | 30. Juli 1988      | Spanien      |              |
| Javier Moreno          | 18. Juli 1984      | Spanien      |              |
| Sergio Pardilla        | 16. Januar 1984    | Spanien      |              |
| Rubén Plaza            | 29. Februar 1980   | Spanien      |              |
| Nairo Quintana         | 4. Februar 1990    | Kolumbien    |              |
| José Joaquín Rojas     | 2. Juni 1985       | Spanien      |              |
| Branislau Samojlau     | 25. Mai 1985       | Belarus      |              |
| Enrique Sanz           | 11. September 1989 | Spanien      |              |
| Alejandro Valverde     | 25. April 1980     | Spanien      |              |
| Francisco José Ventoso | 6. Mai 1982        | Spanien      |              |
| Giovanni Visconti      | 13. Januar 1983    | Italien      |              |
| Stagiaires             | Stagiaires         | Nationalität | Nationalität |
| Marvin Angarita        | Marvin Angarita    | Kolumbien    |              |